# لورا هيل
لورا هيل (بالإنجليزية: Laura Hill)‏ هي لاعبة الاسكواش بريطانية، ولدت في 22 مايو 1976 في تشيسترفيلد في المملكة المتحدة.

## وصلات خارجية
- لورا هيل على موقع SquashInfo.com (الإنجليزية)